# Santuario della Beata Vergine Marcelliana
Il santuario della Beata Vergine Marcelliana è la parrocchiale di Panzano, quartiere di Monfalcone, in provincia ed arcidiocesi di Gorizia; fa parte del decanato di Monfalcone.

## Storia
Seconda la tradizione, Marcelliano, vescovo di Aquileia, fece edificare su questo luogo una cappella dedicata alla Vergine, dopo che su una barca alla deriva fu trovata una statua della Madonna con Bambino. In ogni caso la prima citazione di una chiesa nella zona di Panzano risale al XII secolo, quando si menziona una "pieve Marcelliana". Dal XII sino al XIII secolo la popolazione soggetta alla "pieve Marcelliana" diminuì notevolmente a causa, soprattutto, della malaria. Nel 1360 l'antica pieve venne sostituita da un nuovo edificio. Tra i secoli XV e XVII la chiesa fu più volte restaurata ed ampliata. Detta chiesa fu demolita nella prima metà dell'Ottocento per far posto all'attuale santuario, costruito tra il 1840 e il 1844. Il nuovo santuario fu consacrato l'8 settembre 1844 dall'allora arcivescovo di Gorizia e Gradisca Francesco Saverio Luschin.
Nel 1939 fu edificato il convento dei francescani, attiguo alla chiesa. 
Nel secondo dopoguerra, in seguito all'aumento della popolazione del borgo di Panzano, fu eretta la parrocchia della Beata Vergine Marcelliana.

## La statua della Beata Vergine Marcelliana
Nel V secolo fu avvistata, nella baia di Panzano, un'imbarcazione alla deriva, contenente soltanto una statua della Madonna col Bambino. Marcelliano, vescovo di Aquileia, fece costruire una cappella per custodire l'immagine, che da lui prese il nome.

## Descrizione
Il santuario misura 22,50 metri di lunghezza e 12 metri di larghezza.
All'interno si possono ammirare vari affreschi di Sebastiano Santi e di Agostino Pegrassi, un dipinto ad olio raffigurante Sant'Antonio da Padova e Santa Rosa di Viterbo e varie pale d'altare, una delle quali, posta sull'altare di sinistra costruito nel 1849, ha come soggetto le Sante Lucia, Agata ed Apollonia.